# Municipio de Dresden (condado de Decatur)
El municipio de Dresden (en inglés: Dresden Township) es un municipio ubicado en el condado de Decatur en el estado estadounidense de Kansas. En el año 2010 tenía una población de 112 habitantes y una densidad poblacional de 1,21 personas por km².

## Geografía
El municipio de Dresden se encuentra ubicado en las coordenadas 39°36′9″N 100°28′14″O / 39.60250, -100.47056. Según la Oficina del Censo de los Estados Unidos, el municipio tiene una superficie total de 92.42 km², de la cual 92,42 km² corresponden a tierra firme y (0,01 %) 0,01 km² es agua.

## Demografía
Según el censo de 2010, había 112 personas residiendo en el municipio de Dresden. La densidad de población era de 1,21 hab./km². De los 112 habitantes, el municipio de Dresden estaba compuesto por el 100 % blancos. Del total de la población el 0 % eran hispanos o latinos de cualquier raza.